# Scogliera

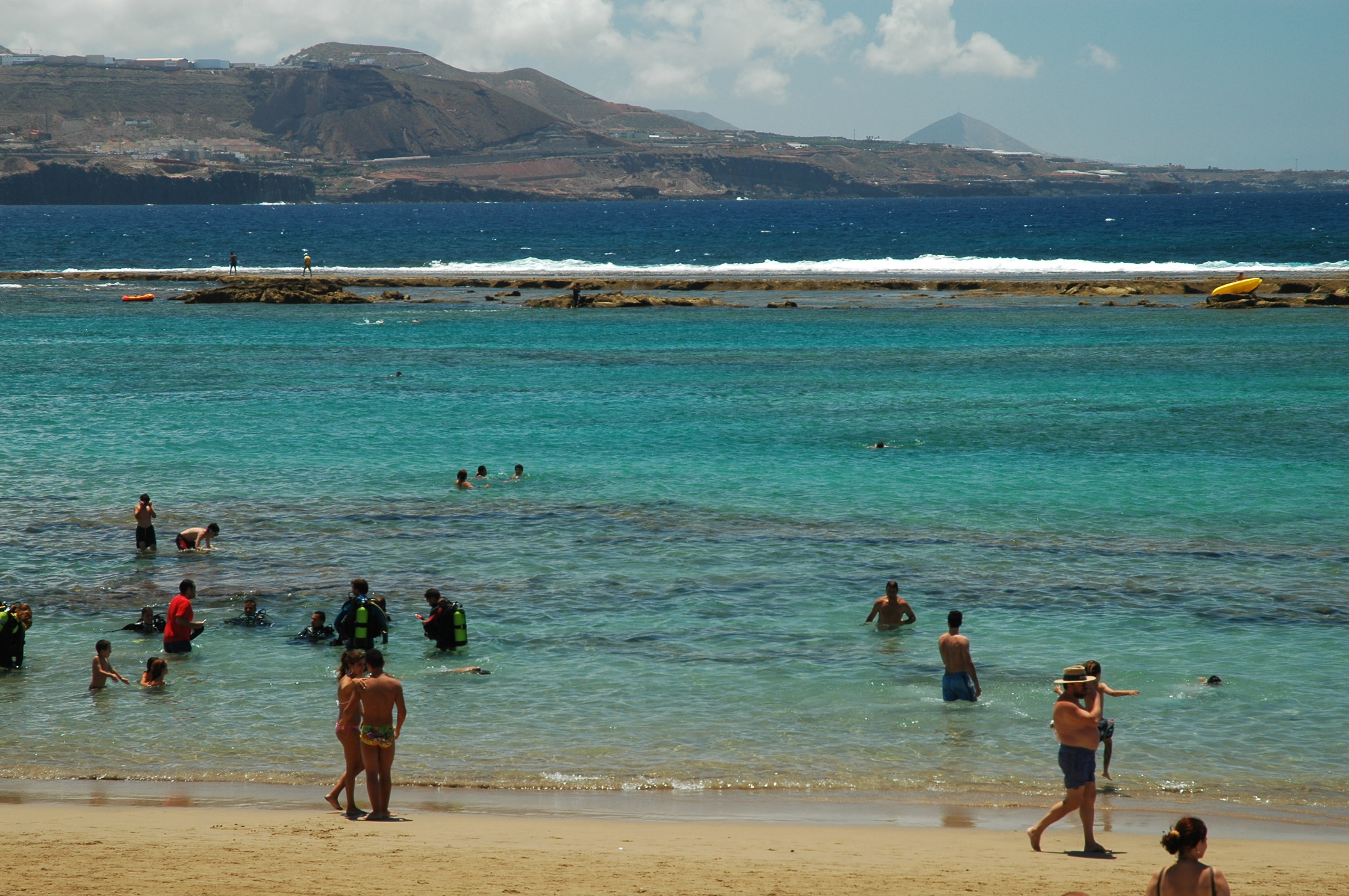
La Barra, scogliera che protegge la spiaggia di Las Canteras a Las Palmas de Gran Canaria.

La scogliera è una struttura rocciosa marina a barriera formata da gruppi di scogli disposti in fila che generalmente si trovano al pelo dell'acqua, a volte affioranti, a volte sommersi a poca profondità. Per questa  sua caratteristica la scogliera costituisce un pericolo per la navigazione.

## Geologia
L'azione erosiva del mare contro una parete rocciosa si esplica tramite le onde, soprattutto durante le burrasche, sia per la pressione della massa d'acqua delle onde stesse che s'infrangono contro la parete, sia perché lanciano sabbia, ghiaia e ciottoli contro la base della parete stessa, producendo una sorta di scanalatura detta "solco di battente". L'erosione è favorita anche da altri fattori che indeboliscono la struttura della parete, come la composizione eterogenea delle rocce che la compongono, gli interstrati, le fessure che attraversano la parete e l'azione chimica dell'acqua salata.
Man mano che l'erosione approfondisce il solco, la parete soprastante s'indebolisce finché non crolla e i detriti prodotti rimangono ai piedi della falesia a costituire la scogliera; questa, durante l'alta marea, si trova sotto il pelo dell'acqua, ma con la bassa marea emerge e costituisce una barriera naturale contro il frangersi delle onde, rallentando così il regresso della falesia.

## Scogliere coralline

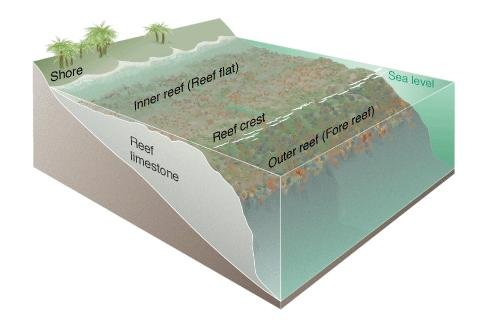
Schema di una scogliera corallina marginale.

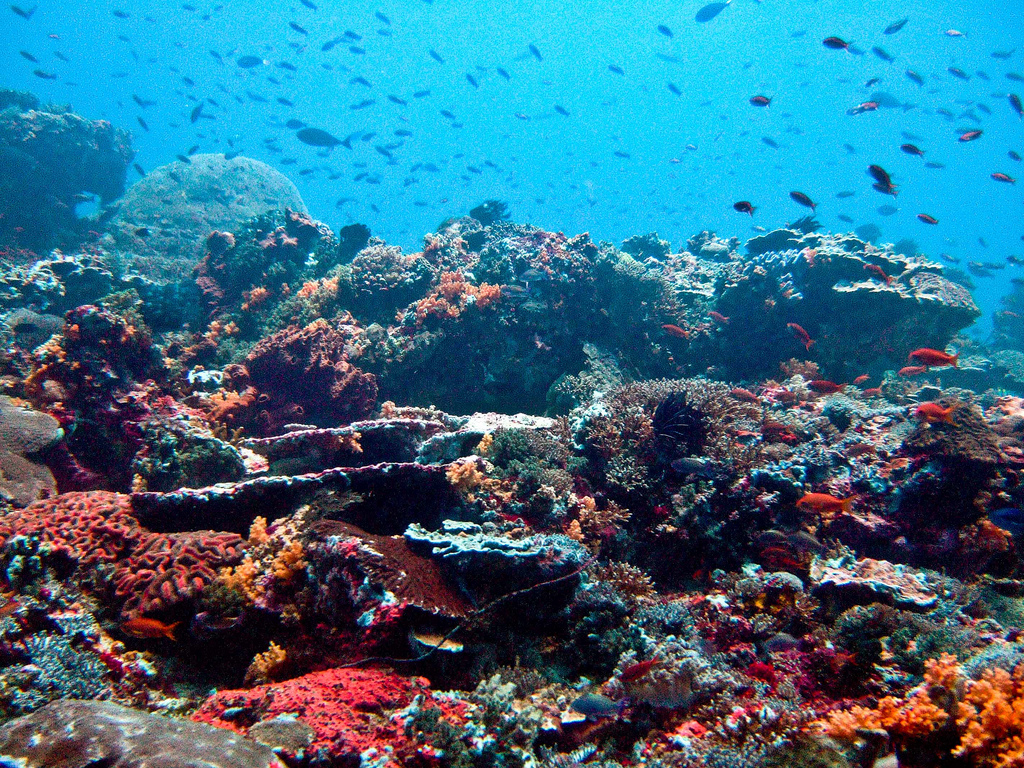
Scogliere coralline a Nusa Lembongan, Bali, Indonesia

Le scogliere possono anche essere di origine biotica, cioè prodotte da organismi viventi, e in questo caso si parla di barriere coralline. Si tratta infatti di grandi strutture rocciose a barriera formatesi dalle secrezioni carbonatiche di alcuni dei numerosi organismi marini che vi abitano, principalmente da coralli madreporari e da alghe coralline. Le loro strutture scheletriche, dopo la morte, vengono aggredite da altri organismi che le riducono in piccoli pezzi ai quali poi si mischia sedimento di origine mista che funziona da cemento e solidifica il tutto insieme al carbonato che precipita dall'acqua circostante.
Le scogliere coralline si trovano in acque calde tropicali, poco profonde (meno di 60 metri) e limpide: questo perché le zooxantelle che vivono in simbiosi con i coralli hanno bisogno della luce solare per poter svolgere la fotosintesi. Le scogliere coralline possono essere classificata in tre tipologie: la scogliera marginale, che si sviluppa direttamente dalla costa, la scogliera a vallo, che corre parallela alla costa ma ne è separata da una laguna, e l'atollo, una scogliera di forma più o meno circolare sviluppatasi attorno ad una laguna dovuta al lento sprofondamento sott'acqua della cima di un vulcano spento. La struttura fondamentale di una scogliera corallina è comunque sempre la medesima: c'è un fronte di scogliera più o meno ripido che si affaccia verso il mare aperto, poi in alto c'è una cresta di scogliera poco profonda o affiorante dal pelo dell'acqua e infine nella parte retrostante una parte pianeggiante poco profonda detta piano di scogliera.

## Scogliere artificiali

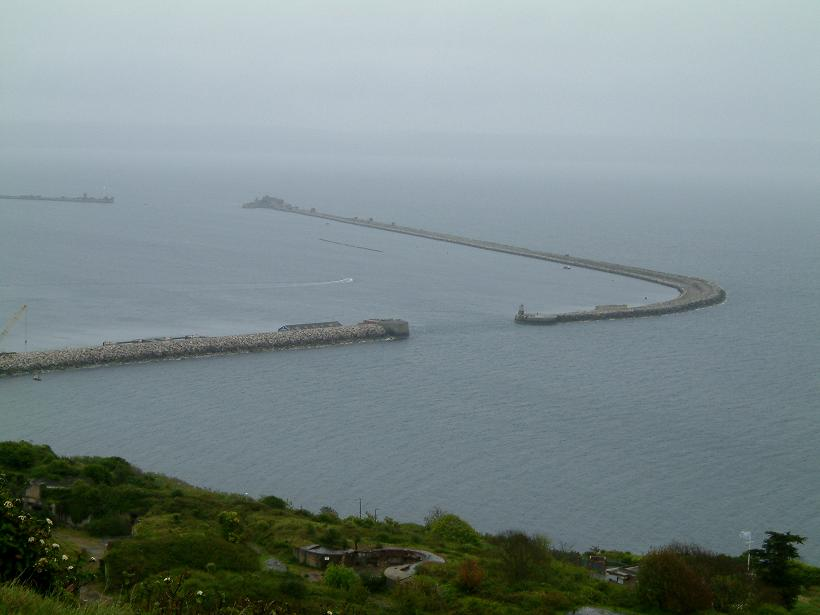
Frangiflutti di Portland Harbour, sull'isola di Portland, in Inghilterra.

Una scogliera può essere di natura artificiale se costruita dall'uomo accumulando massi naturali o elementi artificiali di calcestruzzo a formare una barriera simile alle scogliere naturali. Lo scopo è quello di creare una sorta di diga (e perciò viene detta anche "diga di scogliera") parallela alla costa e vicino ad essa affinché questa sia protetta sia dall'alta marea sia dall'erosione provocata dall'azione del moto ondoso. Non sono dette scogliere artificiali quelle opere costruite nei letti di fiumi e torrenti come prevenzione dalle frane bensì argini.